# Isaac Abeytúa
Isaac Abeytúa Pérez-Íñigo (Logronyo, La Rioja, 1892 - Ciutat de Mèxic, 23 de novembre de 1973) va ser un periodista espanyol exiliat a Mèxic després de la fi de la Guerra Civil espanyola. Allí es va nacionalitzar mexicà.
Va estudiar a l'Institut Provincial de Logronyo i posteriorment va estudiar Filosofia i Lletres a la Universitat Central de Madrid, dedicant-se posteriorment al periodisme. Va dirigir La Voz de Guipúzcoa el 1924. Va ser col·laborador d'El Liberal de Madrid i director d'El Liberal de Bilbao. També va participar en política, i va ser elegit diputat a les Corts Constituents de la Segona República el 1931, per la candidatura republicano-socialista (a la província de Logronyo els radicals de Lerroux comptaven amb una candidatura a banda) en la circumscripció de Logronyo. Era membre del Partit Republicà Autònom i havia sigut triat com a candidat per la Federación Republicana de La Rioja. Una vegada elegit, es va adscriure al grup del Partit Republicà Radical Socialista en les Corts.
Va ocupar diversos càrrecs diplomàtics. Durant la Guerra Civil, va romandre a Madrid, on va ser director de Política, l'òrgan d'Izquierda Republicana entre febrer i novembre de 1936, data en la qual es va reincorporar a El Liberal madrileny. El 1938 es va exiliar a Mèxic.
En l'exili es va especialitzar en política internacional, i va ser col·laborador de nombroses publicacions: fundador de la revista Tiempo, col·laborador en les revistes Hoy i Mañana i del periòdic El Heraldo de México, entre d'altres.

## Obres
- El drama de Alemania y la tragicomedia de Hitler, Editorial España, Madrid, 1935.